# Singapur International 2018
Die Singapur International 2018 im Badminton fanden vom 16. bis zum 21. Oktober 2018 in Singapur statt.

## Sieger und Platzierte
| Disziplin    | Gold                      | Silber                          | Bronze                                  |
| ------------ | ------------------------- | ------------------------------- | --------------------------------------- |
| Herreneinzel | Krishna Adi Nugraha       | Lee Cheuk Yiu                   | Gatjra Piliang Fiqihila Cupu            |
| Herreneinzel | Krishna Adi Nugraha       | Lee Cheuk Yiu                   | Jason Teh Jia Heng                      |
| Dameneinzel  | Choirunnisa               | Aurum Oktavia Winata            | Sri Fatmawati                           |
| Dameneinzel  | Choirunnisa               | Aurum Oktavia Winata            | Asty Dwi Widyaningrum                   |
| Herrendoppel | Chung Yonny Tam Chun Hei  | Danny Bawa Chrisnanta Terry Hee | Andy Kwek Albert Saputra                |
| Herrendoppel | Chung Yonny Tam Chun Hei  | Danny Bawa Chrisnanta Terry Hee | Low Hang Yee Ng Eng Cheong              |
| Damendoppel  | Ng Tsz Yau Yuen Sin Ying  | Ng Wing Yung Yeung Nga Ting     | Putri Sari Dewi Citra Jin Yujia         |
| Damendoppel  | Ng Tsz Yau Yuen Sin Ying  | Ng Wing Yung Yeung Nga Ting     | Ruethaichanok Laisuan Supamart Mingchua |
| Mixed        | Yeung Ming Nok Ng Tsz Yau | Adnan Maulana Masita Mahmudin   | Chang Tak Ching Ng Wing Yung            |
| Mixed        | Yeung Ming Nok Ng Tsz Yau | Adnan Maulana Masita Mahmudin   | Mak Hee Chun Yeung Nga Ting             |